# Pseudoclodia mediomaculata
Pseudoclodia mediomaculata är en skalbaggsart som beskrevs av Stefan von Breuning och Jean François Villiers 1983. Pseudoclodia mediomaculata ingår i släktet Pseudoclodia och familjen långhorningar.
Artens utbredningsområde är Filippinerna. Inga underarter finns listade i Catalogue of Life.